# Francisco Bilbao
Francisco Bilbao Barquín (Santiago de Chile, 8 de enero de 1823-Buenos Aires, 19 de febrero de 1865) fue un escritor, filósofo y político chileno de ascendencia vasca.

## Biografía
Hijo de Rafael Bilbao  y de la argentina Mercedes Barquín. En su niñez acompañó a su padre, dirigente liberal, que emigró tras el triunfo conservador en 1829. Junto a su familia regresó a Chile en 1839. Realizó sus estudios en el Instituto Nacional. En 1844 la publicación de Sociabilidad Chilena generó un gran escándalo, y las cortes chilenas lo vieron como inmoral y blasfemo. Bilbao se trasladó a París, en donde entró en contacto con Lamennais, Michelet y con Edgar Quinet.
Regresó a Santiago de Chile en 1848 y ocupó un cargo público, pero su interés principal era otro: se dedicó a la formación de un movimiento radical para presionar la liberación de la política conservadora establecida en la década de 1830 por el fallecido Diego Portales. Con la ayuda de un grupo de amigos entre los que se encontraban Benjamín Vicuña Mackenna, José Antonio Alemparte Vial, Federico Errázuriz y Santiago Arcos, fundó la Sociedad de la Igualdad, que pronto llegó a tener 60 miembros. El movimiento adhirió a la corriente de oposición a la candidatura de Manuel Montt.

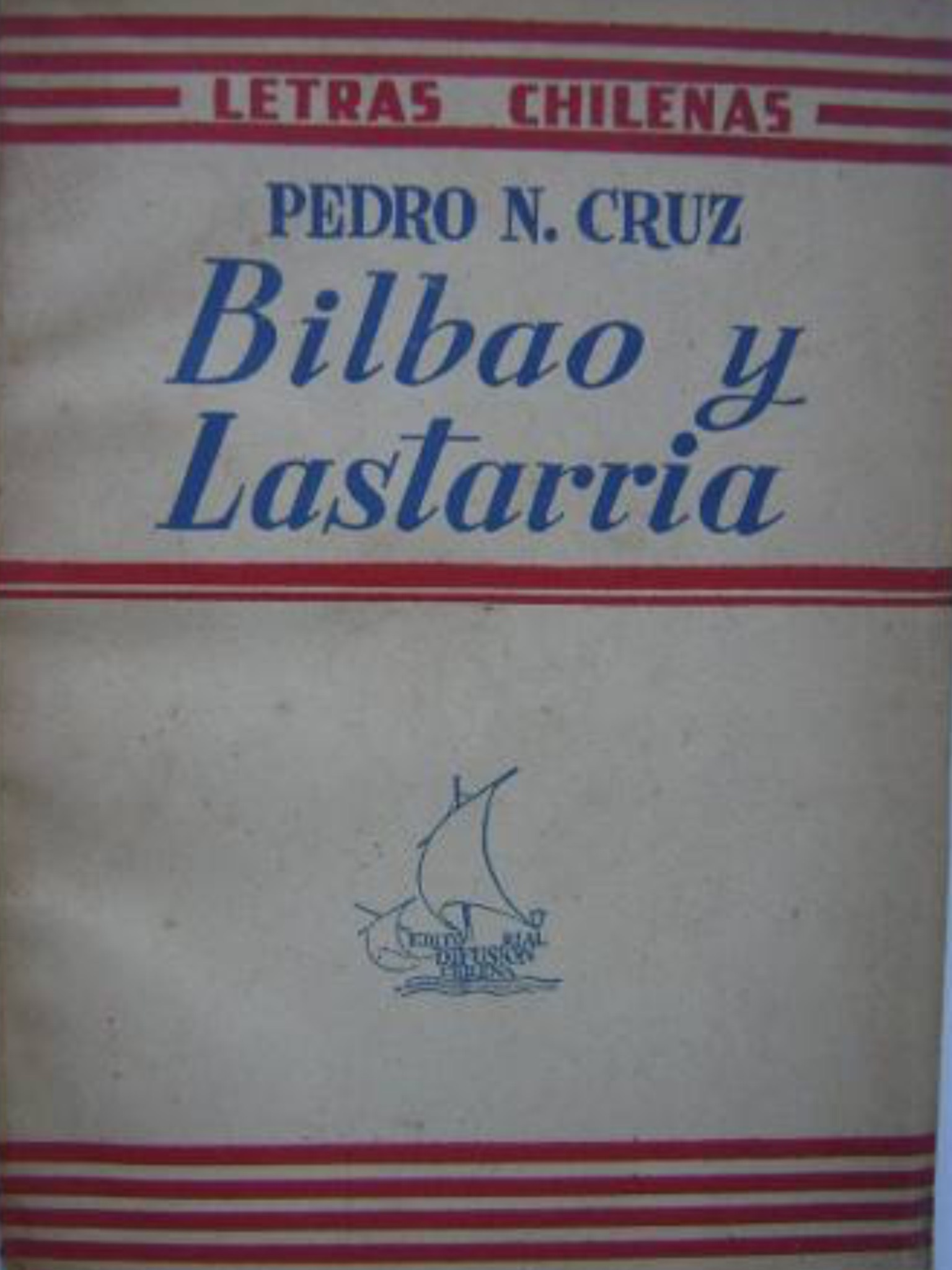
Crítica Literaria Bilbao y Lastarria (1944) de Pedro Nolasco Cruz Vergara.

La sociedad fue suprimida y Bilbao se refugió en la clandestinidad. Sus críticas a la religión católica, particularmente en sus Boletines del espíritu (1850), le costaron ser excomulgado. En el contexto del inicio de la Revolución de 1851, Bilbao tomó parte del fallido motín del 20 de abril de 1851, en Santiago. Huyó junto a su hermano Manuel a Perú, donde permaneció un tiempo antes de viajar a Europa por segunda vez (1855-57). Fue precisamente en este período europeo donde se le reconoce como el primer personaje en utilizar el término "América Latina" en una de sus conferencias, pronunciada en París en 1856, para referirse a la región que comprende América del Sur, América Central y México. Término que rechazaría años después por la segunda intervención Francesa a México (1862) bajo la premisa del "latinismo".

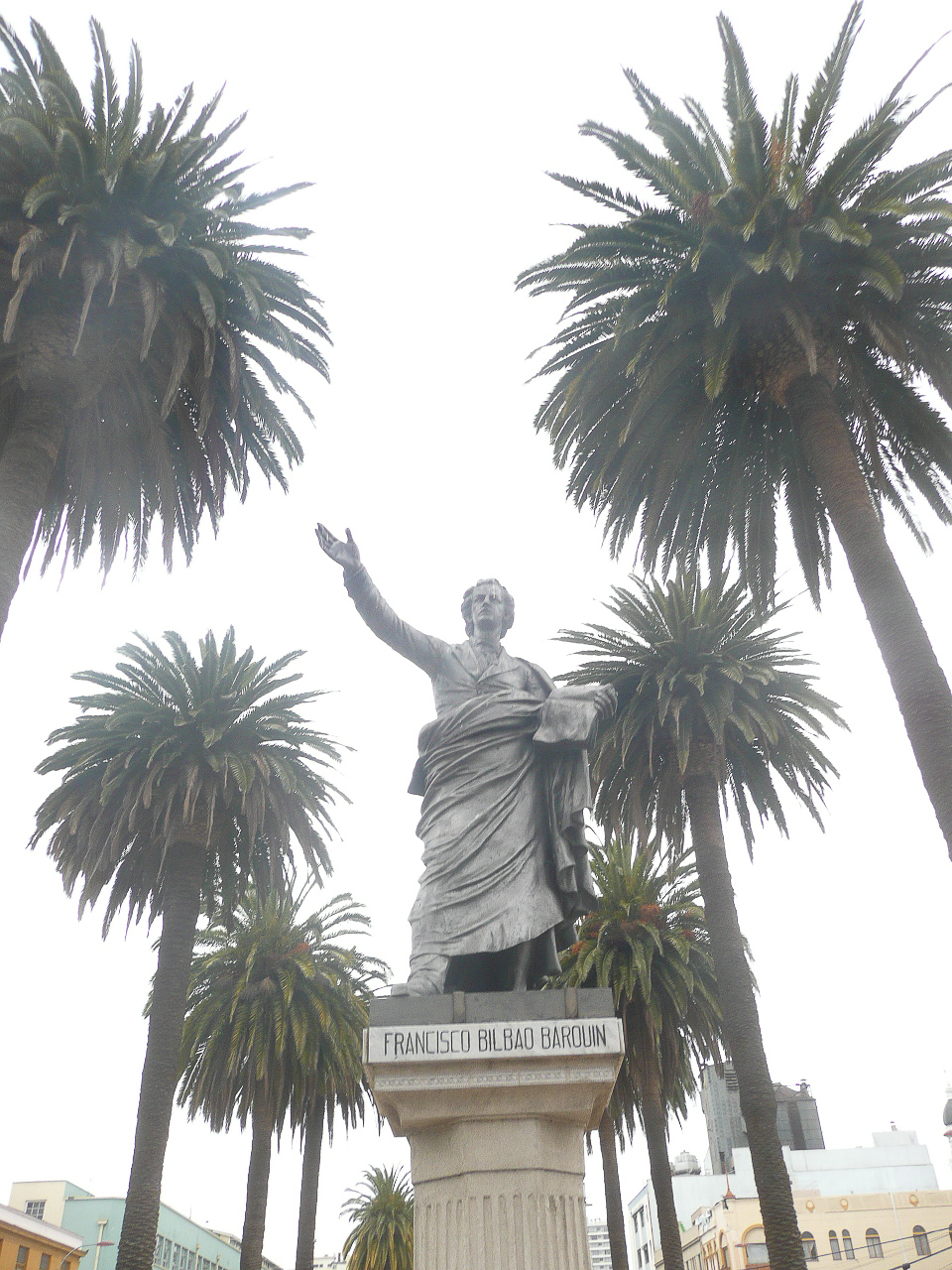
Estatua de Francisco Bilbao Barquín en Valparaíso.

Luego de este periodo se estableció en Buenos Aires, dedicado a la redacción; allí contrajo matrimonio con Pilar Guido Spano, hija del militar y político Tomás Guido y nieta del coronel Carlos Spano. Con ella tendría un único hijo que falleció a los 43 días de nacido. Tras lanzarse al Río de la Plata y salvar a una mujer que se ahogaba, fue afectado de tuberculosis, la que con el tiempo se agravó, llevándolo a la muerte en Buenos Aires el 19 de febrero de 1865.
Sus obras completas serían publicadas el mismo año en Buenos Aires, recopiladas y precedidas de una extensa biografía por Manuel Bilbao. En sus obras difundió el uso del término "latino" y "América latina".
Luego de permanecer 133 años en una tumba familiar en Argentina, en el cementerio del barrio de la Recoleta, sus restos fueron repatriados a Chile el 27 de agosto de 1998.

## Obras
- Sociabilidad chilena Archivado el 11 de septiembre de 2021 en Wayback Machine. (1844)
- Estudios sobre la vida de Santa Rosa de Lima (1852)[7]
- La revolución en Chile. Los mensajes del proscrito (1853)[8]
- El Gobierno de la Libertad (1855)
- Iniciativa de la América (1856)
- La América en Peligro (1862)
- El Evangelio Americano (1864)
- Obras completas (póstumo, 1866)